# Havesalat
Havesalat (Lactuca sativa) er en etårig plante af salat-slægten i kurvblomst-familien. Den dyrkes som regel for bladene, der anvendes i madlavning, men undertiden også for stilken eller frøene. Havesalat bruges typisk i salater, men kan også bruges i andre typer mad som supper og sandwicher, lige som den kan grilles. En variant, aspargessalat eller kinesisk salat, dyrkes både for bladene og for stilken, som spises enten rå eller varmetilberedt. I tillæg til anvendelsen i madlavning har havesalaten også haft religiøs og medicinsk betydning op gennem historien. Markedet for havesalat har oprindeligt været Europa og Nordamerika, men mod slutningen af 1900-tallet har forbruget af havesalat spredt sig til hele verden. I 2022 udgjorde produktionen af havesalat og cikorie 27 millioner tons, hvoraf 55 % blev produceret i Kina.
Havesalat blev oprindeligt dyrket i det gamle Egypten, hvor agerdyrkere udviklede planten fra en kilde til at udvinde olie til en afgrøde med saftige blade. Havesalaten spredte sig derefter til grækerne og romerne, og det er fra sidstnævnte, man har det latinske navn lactuca (med betydningen 'med mælkesaft'), hvorfra blandt andet den engelske betegnelse lettuce stammer. Omkring år 50 f.v.t. blev mange typer af havesalat beskrevet, og havesalat er omtalt i flere middelalderværker. I perioden 1500- til 1700-tallet blev der udviklet en række varieteter i Europa, og i midten af 1700-tallet er der beskrevet en række kultivarer, der stadig kan findes i nutidens haver.
Havesalat er kendt for sin hårdførhed og er let at dyrke, selv om den kræver ikke alt for høje temperaturer for at undgå for tidlig blomstring. Trusler mod havesalat, når den dyrkes, er dels mangel på næringsstoffer, dels insekt- og pattedyrangreb samt svampe- og bakteriesygdomme. Havesalat bestøves nemt, både inden for samme art og mellem andre arter af Lactuca-slægten. Sådanne krydsninger kan udnyttes af biologer til at udvide den genetiske diversitet (genpuljen) i de dyrkede havesalatvarieteter.
Havesalat er en god kilde til K- og A-vitaminer samt i mindre grad til folsyre og jern. Fordærvet havesalat er ofte skyld i bakterie-, virus- eller parasitangreb hos mennesker, blandt andet E. coli og Salmonella.

## Beskrivelse
Havesalaten er naturligt udbredt fra middelhavsområdet til Sibirien, men den er indført over praktisk taget hele verden. Planterne opnår typisk en højde og omfang på 15-30 cm. Bladene er farverige, primært i grønne og rødbrune farver, men der findes også gullige og blågrønne typer.
Havesalat kan have en lang række former og strukturer fra helt tætte hoveder som icebergsalat til flossede eller flæsede blade. Planterne har et rodsystem med en pælerod og mindre sekundære rødder.
Afhængig af varietet og tid på året tager det 65-130 dage fra såning til høst. Da havesalat, der går i blomst, bliver bitter og usælgelig, tillades planter til spisebrug kun sjældent at udvikle sig fuldt. Blomstring er mere sandsynlig i varmt vejr, mens meget koldt vejr forlænger vækstperioden og skader nogle gange de ydre blade.
Hvis planterne ikke anvendes, mens bladene er spiselige, udvikler de blomsterstande på op til 1 m højde med små gule blomster. Blomsterstandene udgøres af talrige små enkeltblomster, hver med modificerede bægerblade i form af en fnok, som udvikler sig til en fjerlet "faldskærm", der kan bære frugten, og hjælper til med at den spredes. Frugten er 3-4 mm lang og indeholder kim, der kan være hvid, gul, grå eller brun, afhængig af varieteten.
Kultiveringen af havesalat har resulteret i adskillige ændringer i plantens udvikling, fx større frø, større blade og hoveder, bedre smag og tekstur og varierede bladformer og farver. Der er de senere år også eksperimenteret med genetisk modificering med henblik på udvikling af mere resistente sorter og langsommere udvikling, men sådanne salater anvendes ikke endnu i kommerciel salatdyrkning.

## Kultivering
Dyrkning af salat i Danmark foregår både på friland og i drivhuse. Når de dyrkes på friland, kan de forspires i drivhuse, hvorved man får mulighed for tidligere høst. Spiring foregår ved temperaturer mellem 4 og 20 °C, og der kan sås salatfrø i perioden april til august, dog ikke i de varmeste somre. Bedst resultat får man med rækkeafstand på 30-40 cm, 0,5-1 cm dybe riller i fugtig jord, hvorpå frøene dækkes let med jord.
I kommerciel havebrug er der fokus på bekæmpelse af ukrudt og skadedyr samt modvirkning af svampesygdomme. Ukrudt bekæmpes enten mekanisk eller med pesticider (det sidste dog ikke i ved økologisk dyrkning), lige som der kan anvendes afdækning med plast eller papir. Af svampesygdomme er salatskimmel (Bremia lactuca) det største problem, og den søges modvirket ved tilpas planteafstand, sprøjtning og udvikling af svamperesistente sorter. Skadedyr omfatter småinsekter som bladlus, der kan modvirkes ved anvendelse af fiberdug eller insektnet eller bekæmpes med pesticider. Også snegle og fugle kan være en gene i dyrkningen.

### Varieteter
Der findes en lang række varieteter af havesalat. De kan opdeles i fire undergrupper: hovedsalat, bindsalat, snitsalat og pluksalat.
- Hovedsalater (varietet capita): Salater, hvor bladene sidder i roset. Omfatter blødbladede salater som almindelig hovedsalat og fastbladede som icebergsalat
- Bindsalater, også kaldet cossalater (varietet romana): Disse har ovale blade med kraftige ribber og løse hoveder og omfatter romainesalat
- Snitsalater (varietet secalina): Disse danner ikke hoveder og findes i grønne og brunlige udgaver med krusede eller glatte blade
- Pluksalater (varietet aceptala): Høje salater, der ikke danner hoveder, blandt andet egebladssalat

## Produktion
I 2022 blev der på verdensplan produceret 27 millioner tons havesalat og cikorie (disse er samlet i statistikkerne), hvoraf 55 % blev produceret i Kina; Danmark producerede 17 tusind tons. I Danmark blev der i 2015 dyrket salat på 518 hektar, heraf 15 % økologisk.

## Anvendelse
Det meste havesalat bruges i den vestlige verden råt i grønne salater som selvstændige retter eller tilbehør til middagsretter. Andre markante anvendelser af salat er på smørrebrød, i sandwicher og burgere. Specifikke havesalattyper har særlige anvendelser. Fx er romainesalat den dominerende type brugt i cæsarsalat. I visse dele af verden er der ikke tradition for at spise
rå grønsager, og her kan de også varmebehandles og bruges bredere i madlavning end i vesten.

### Næringsindhold
Havesalat består for mere end 95 % af vand, mens 4 % er kulhydrater. Kalorieindholdet er 22 kcal pr. 100 g, og salat indeholder betydelige mængder af K-, A- og C-vitaminer samt folinsyre.